# Dante Rossi
Dante Rossi (né le 28 août 1936 à Bologne et mort le 15 mars 2013 à Lavagna) est un joueur de water-polo italien, évoluant comme gardien de but.